# Кобиляни (Люблінське воєводство)
Кобиляни (пол. Kobylany) — село в Польщі, у гміні Тереспіль Більського повіту Люблінського воєводства. Населення — 479 осіб (2011).

## Історія

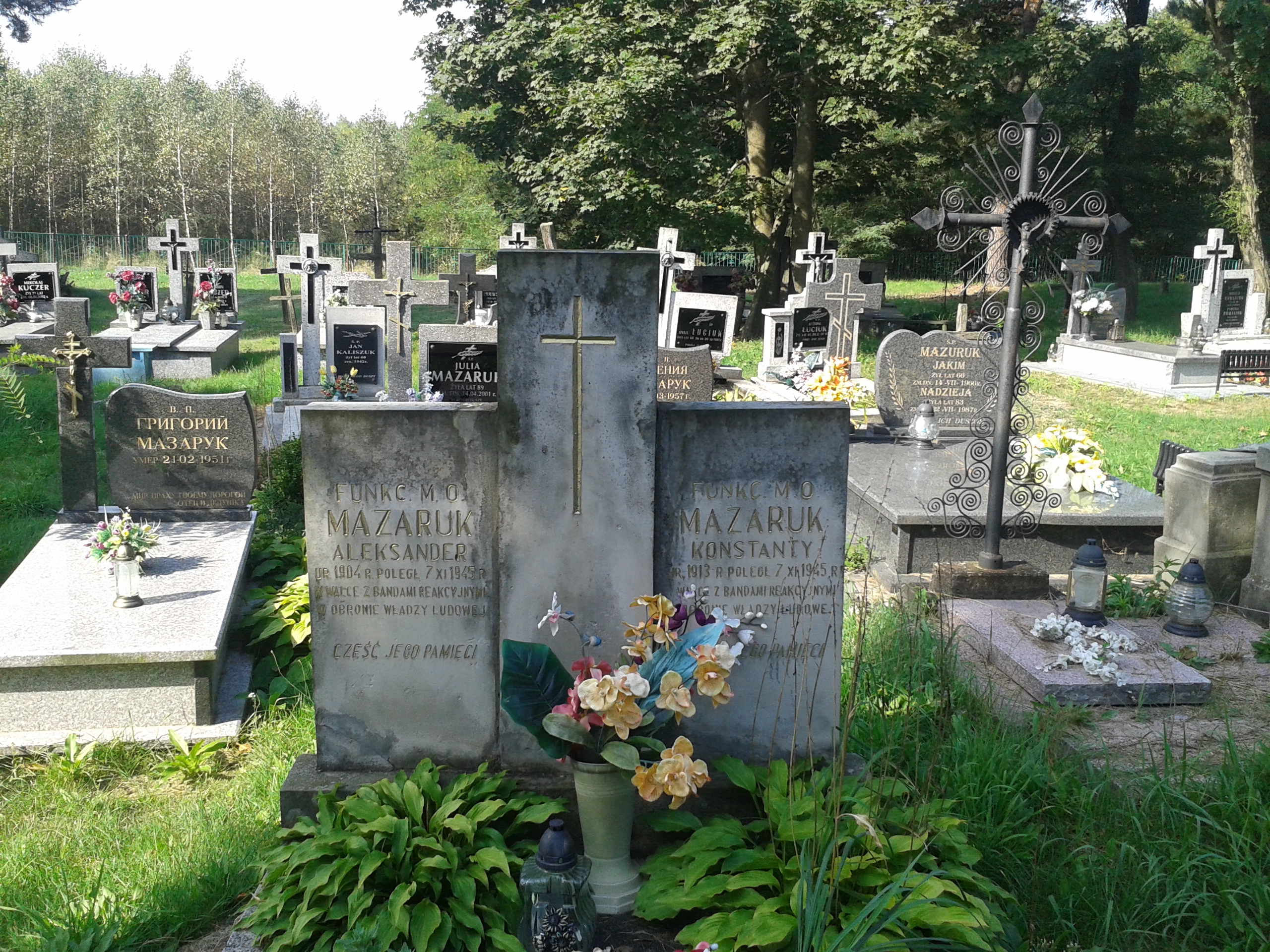
Православний цвинтар

1519 року вперше згадується православна церква в селі.
За даними етнографічної експедиції 1869—1870 років під керівництвом Павла Чубинського, у селі переважно проживали греко-католики, які розмовляли українською мовою.
За звітом польської поліції, у 1935 році православна парафія Кобилян налічувала 2047 вірян.
За німецької окупації під час Другої світової війни у селі діяла українська школа. У 1943 році в селі мешкало 256 українців та 271 поляк.
У 1975—1998 роках село належало до Білопідляського воєводства.

## Демографія
Демографічна структура станом на 31 березня 2011 року:
|          | Загалом | Допрацездатний вік | Працездатний вік | Постпрацездатний вік |
| -------- | ------- | ------------------ | ---------------- | -------------------- |
| Чоловіки | 232     | 59                 | 141              | 32                   |
| Жінки    | 247     | 53                 | 130              | 64                   |
| Разом    | 479     | 112                | 271              | 96                   |